# 桜通信
『桜通信』（さくらつうしん）は、小学館発行の漫画雑誌『週刊ヤングサンデー』に1995年から2000年まで連載されていた遊人原作の漫画作品。
単行本は20巻まで発売中。OVAにてアニメ化（全12話）、またセガサターン用ゲームソフトも発売された。
大学受験・大学生活を題材にした漫画であり、主人公・ 因幡冬馬が慶應大学を目指して長い浪人生活を送る様子が描かれている。
また、物語全体が彼のモノローグで説明されており、これから起こることを知っているような語り口を使うこともある。

## ストーリー
因幡冬馬は受験生。冬馬が受験のために東京のホテルに泊まっていたところ、幼なじみの女子高生・春日麗が部屋を訪れる。冬馬は麗だと気づかずに追い返してしまう。麗は幼い頃のふとした出来事がきっかけで冬馬のことが好きになり、今に至っている。
冬馬は、S修大学、K沢大学に落ち、残るは記念受験の慶應義塾大学だけとなっていた。その慶應義塾大学の受験で、絶世の美女である四葉美咲子と出会い、冬馬は一目惚れしてしまう。しかし、冬馬は慶大に不合格となり、美咲子は合格した。冬馬は、合格したと美咲子につい嘘をついてしまい、慶大生を装って慶應義塾大学に通いながら予備校に通うこととなった。
その後、叔父の家で浪人生活することを決めて家を訪れた際に麗と再会し、二人で叔父の家に住むことにした。
こうして、冬馬と麗、美咲子の三角関係がはじまることになる。
ところが、麗の親友の夏樹香美は男の理想が高いため、冬馬を好ましく思っておらず、冬馬と同じく四葉美咲子に思いを寄せる慶大生のエリートの摩周達彦は冬馬を邪魔だと思っていた。

## 登場人物
声優はOVA版のもの。
因幡冬馬（いなば とうま）
声優 - 真殿光昭
主人公。大学受験に失敗した浪人生で、浪人中は美咲子のいる慶應義塾大学を第一志望にしている。あだ名はトンマ。親は旅館経営をしており、親との仲は悪く、休館日に無人の旅館の浴場を自負しながら私物化することもある。
「女の顔と乳にうるさい」と銘打つ性格で、自分のさえない容姿を棚上げして女性の容姿に難癖を付け、童貞卒業の為の女性をソープ嬢と同等の存在として語ったり、ソープ嬢が金が必要で流れ作業がすぐに終わると文句を付けたり、避妊しない性交の口実として結婚を持ち出すなど、自分に都合がいい女性を一般女性の中に求めた。（脇役と同様に）親が偏差値主義な点以外の同情できる過去はなく、性に関する意識が問題の理由は不明なままだった。
自分が予備校生なのを隠しつつ美咲子と付き合い、美咲子に麗と両天秤にかけているのに気付かれ、摩周に予備校生だという秘密をバラされそうになったため、自ら美咲子に自分が慶應大生ではなく予備校生だと打ち明けたことがあるが、それ以上でもそれ以下でもなかった。麗と美咲子と交際するようになってからも多くの女性と関係を持ち、関係を持った後に相手の気持ちを確認せずに一人合点することが多い。
社会人で成人女性で恋人持ちの悦子を麗と比較して振ったこととまだ中学生の桃恵を襲いかけて止めたことがあるだけで、誘惑には弱く、自分への自己犠牲以外の、明確な麗を愛する理由があったかは不明で、麗の「冬馬の子どもを産みたかった理由」共々、作品最大の謎となっている。
不快な顔芸やジョークが一切読者の没入や好感度を意識して描かれておらず、顔芸が普段の振る舞いとのギャップ及び主人公への嘲笑を表現している摩周とは演出が異なり、話ごとに顔が違い、幾度も臨死体験と復活を繰り返した。麗が行った心理テストでは悪知恵が働く性格だと指摘された。
最後の慶応大学合格は、麗の上智大学再合格共々夢のまた夢のように描かれていた。OVA版など、原作版以外は細かい設定が一切ないただの冴えない主人公である。
春日麗（かすが うらら）
声優 - 氷上恭子
メインヒロイン。冬馬より1歳下の従妹。東京の女子高生。幼い頃に母親と死別しており、その際の「牛久大仏の裏側に冬馬と自分をモデルにしたタヌキとウサギを描いた」という出来事がきっかけで冬馬が好きになり今に至る（OVAでは「ひと夏の思い出をくれたから」という原作の桃恵に近い設定）。
幼少期に子どもの成績に期待する父親から体罰を受けており、母親が父親を信用しておらず、父親が母親が交通事故で夭折してからも即愛人を家に連れ込んだのが手伝い、麗の自己肯定感の低さの原因になっていて、かつてリストカットをしていた。
冬馬の尻ぬぐいをすることが多く、彼に対して（彼女や従妹というよりは母親とエロスを混ぜた何かのような）過剰とも言える自己犠牲行為を見せるが、主人公と対面するシーンでは常に主人公と異なる絵柄で描かれていて、ヒロイン全員に言えるがモブの女子高生とも異なる絵柄で描かれている。
高校のトイレで妊娠検査薬を使う設定、裸エプロンで受験勉強中の冬馬の料理を作る設定、上智大学に合格するも冬馬が小学校の窓ガラスを割った罪を被って入学を辞退した展開、父がイタリア在住など、無理のある設定が多い。両親は一応上智大学で知り合い、麗も上智大学を目指す。最後は上智大学に再合格するも、交通事故でできた脳腫瘍によって目が見えなくなり、父親にイタリアに連れ戻されてしまう。ラストのオチはイメージ映像風にされていた。
四葉美咲子（よつば みえこ）
声優 - 兵藤まこ
もう1人のヒロイン。慶應義塾大学の文学部生で、同じ大学の者との恋愛を求めている。良家の令嬢であり、許嫁がいる。絶世の美女だが、自分で自分を等身大の女だと思っている。それゆえに結婚前の些細な事を冬馬や摩周に求めた。冒頭で冬馬に嘘の電話番号を渡した。
作中では現在の大学生活ではなく、過去の高校生活を語ることが多く、大人の女性としての魅力があまり描かれずに損している。麗を冬馬の実の妹だと思っていたことや、冬馬の目の前で摩周にキスをされたこともある。
麗に似た表情に描かれることもあり、麗の母親も外見が似ていた。最終回では許嫁と結婚したと説明されているが、許嫁がモブ顔で名前が不明だった。
夏樹香美（なつき こうみ）
声優 - 笠原留美
麗の友人。サバサバした性格で、付き合う男に高学歴等のブランドを求める。デートクラブで麗に中絶費用を稼がせるためにヤリモク回し（男性客を騙す行為）に荷担するも、騙した男性客達に輪姦される。摩周に高望みな性格を利用され、彼との交際を口実にお香に扮した麻薬を冬馬に渡す役を任され、香美本人は気付いていなかった。以後、吹っ切れたのかイメクラ嬢として働く。作中では、連載当時流行の反映を受けている。
作中で様々な男性と肉体関係を持ち、落ちぶれた少女だが、女性同士の友情には厚く、「女性同士の友情は薄いので金を匂わせれば親友の麗を罠に嵌めるに違いない」という麗の父親の心理を逆手に取ったこともある。
鵠沼直美（くげぬま なおみ）
冬馬が通う予備校の数学講師兼チューター。27歳。受験生には恋愛不要論を唱えている。その実態は、過去の恋愛経験から男性不信になった同性愛者である。
山田めぐみ（やまだ めぐみ）
冬馬が通う予備校の予備校生。鵠沼の意向によって冬馬に痴漢被害を受けたと狂言した。
秋本美寿紀（あきもと みずき）
麗がバイトで行っていたデートクラブの女の子で、一番指名率が高かった。白血病を患っている。作中では想像シーンのみで濡れ場が描かれた。
冬馬と同じ予備校に通う秋本浩司は兄である。麗、香美と同い年で身長は香美より高い。左足に世界に三足しかない生足に見える義足を縫い付けている。あだ名は「ミズキ」。
秋本浩司（あきもと こうじ）
声優 - 龍田直樹
冬馬が通う予備校生。三浪目。老け顔で大阪弁。妹には似ていないが桃恵の兄ほどではない。後に工事現場で働くようになる。
最終回で「美寿紀の病気が根治し、香美とできちゃった結婚をした」と説明されていたが、夢（大学合格）のまた夢のような映像に描かれていた。
大戸美穂（おおど みほ）
病院で秋本浩司に一方的に惚れてフェラチオで奉仕していた美人ナース。
清水桃恵（しみず ももえ）
冬馬の幼なじみ。14歳。幼少期から根暗で不細工な兄に性的虐待を受けている。男性不信。
なぜか性的虐待に慣れ、体を利用して男性に媚びることを覚え、大人の女性の身体をステータス視して自慰に依存するようになった。
小学生時代の麗よりも貧乳だが性的虐待からは逃れられなかった（尻は大きい）。
「ひと春の思い出をくれた」という理由だけで冬馬を肯定し、兄に抵抗する決意をする。胸は後半膨らみ、「夏の思い出作り」にこだわっていた。
小岩井悦子（こいわい えつこ）
冬馬が通う神園予備校の美人受付嬢。25歳。肩凝りの原因になるほどの爆乳で大人の魅力を持つ。遠距離（沖縄）へ転勤予定の恋人・裕二に振られており、男運がないと悲観しており、男と付き合い慣れている。麗の存在を知りつつ冬馬を弄ぶ。
林葉琴美（はやしば ことみ）
女でありながら、電車で麗に痴漢行為をしていた女子高生。高三。若干レズの気があり、アニメキャラのような髪型にしている。
麗の反応を見る為だけに、冬馬に麗が熱湯をかけるように仕向けたり、（自分の顔を隠しつつ）冬馬との肉体関係を隠し撮りしたりし、男自体に気が向かうことはなかった。
145話の表紙にてプロフィールが公開されており、「美人姉妹の末っ娘。高三。神園予備校に通う。進学希望は青山学院大学。身長・157cm。3サイズ・B77/W53/H79cm、血液型AB型、しし座、男より少し女のほうが好き、足のサイズ23cm、初恋の人・ゲゲゲの鬼太郎」とのこと。
堀田美枝子（ほった みえこ）
冬馬が通う予備校の予備校生。19歳。落とした携帯を届けてくれたことをきっかけに冬馬と知り合う。
眼鏡で目が小さく見えていたために冬馬にブスだと思われていたが、眼鏡を外すと美人で脱ぐとナイスバディ（一時期モントゴメリー腺が強調して描かれていた）。
コンタクトに掛け替えてからセックス好きの本性が現れ、眼鏡を掛けながら無料デリヘル嬢のようなプレイを行ったこともある。偏差値にこだわる性格。
朝比奈りん子（あさひな りんこ）
冬馬が通う予備校の予備校生。成績が低い生徒を襲うHSS（偏差値至上主義）という集団（美枝子も混ざっていた）に公園で暴力を受けた。
摩周達彦（ましゅう たつひこ）
声優 - 安井邦彦
慶應義塾大学の経済学部生。美咲子に思いを寄せている。個人事業を営む裕福な家の出で、父親（官僚になれなかったのにコンプレックスを持っている）に対しては従順な息子として振る舞い、余人の前では傲慢な顔を見せるなど、歪んだ性格の持ち主。高望みを理由に自分に言い寄った香美を、冬馬を麻薬漬けにする為に利用した挙句、セックスフレンドとしても利用し、「ヤリマン」と言い放って振った。
高級車を乗り回すボンボン風の美形で、モデルのような体型を保つのにかなり苦労しているのが濡れ場で分かる。プレイボーイだが、美咲子を否定する振る舞いは作中では見られなかった。最終回のイメージ映像では「東南アジアに遊びに生き、行方不明」と説明されていた。
風間隆一（かざま りゅういち）
一橋大学商学部生。麗の幼なじみで、彼女の家庭教師になる。あだ名はジンマ。当て馬というよりは、麗の父親に冬馬の情報をチクる役として恐れられていて、麗の父親の引き立て役だった。
伊吹丈（いぶき じょう）
冬馬が通う「神園予備校」（架空の予備校）の講師で、教育熱心な人となりをしている。経営する予備校が倒産したため、小学生が対象の共生塾を営むようになる。一時的に刑務所に拘束されていたこともあった。
土田拓也（つちだ たくや）
冬馬が通う予備校の予備校生。小学生の頃は神童と呼ばれるほど成績がよかったが、中学以降は成績を落とした。大学受験に失敗し、浪人生。あだ名は184（イチハチヨン）。あだ名は癒し系が由来で、最終回のイメージ映像では、かつて不仲だった母親とハーブティーのカフェを経営していると説明されていた。

## OVA
1997年発売。全12話。

### スタッフ
- 監督 - 岡嶋国敏
- シリーズ構成・脚本 - 寺田憲史
- キャラクターデザイン - たけうちのぶゆき、下坂英男
- 音楽 - 萩田光雄
- 美術 - 長尾仁
- カラーディレクター - 三橋曜子
- 撮影監督 - 小澤次雄
- 音響監督 - 本田保則
- アニメーション制作 - シャフト

### サブタイトル
- 第1話　東京サクセス
- 第2話　いとこはブルセラ女子高生
- 第3話　ニセ学生は恋の奴隷？
- 第4話　誘惑のラブ・ホテル
- 第5話　はじめてのベッドイン？
- 第6話　ファーストラブ鎌倉
- 第7話　恋のトライアングル
- 第8話　美咲子の告白
- 第9話　雨の中でファーストキス
- 第10話　二人のバスルーム
- 第11話　受験生シンドローム
- 第12話　受験生の決断